# Estação Bérault
Bérault é uma estação da linha 1 do Metrô de Paris, localizada no limite das comunas de Saint-Mandé e Vincennes.

## Localização
A estação está localizada na avenue de Paris em Vincennes ao nível da place Bérault e da avenue du Petit-Parc.

## História
A estação foi aberta em 1934. Ela leva o nome da place Bérault de Vincennes que faz homenagem ao seu antigo adjunto ao prefeito (1796-1871).
Em 2011, 2 531 531 passageiros entraram nesta estação. Em 2012, foram 2 612 932 passageiros. Ela viu entrar 2 723 583 passageiros em 2013, o que a coloca na 199ª posição das estações de metrô por sua frequência em 302.

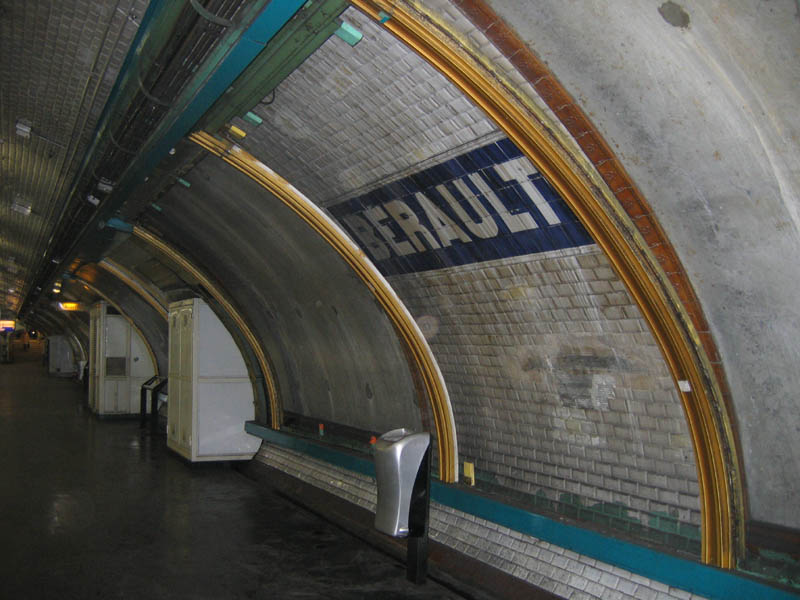
Estação em obras: telhas originais da estação. Da renovação da década de 1960, apenas resta aqui o esqueleto de metal

A Linha 1, na qual faz parte a estação Bérault, concluiu sua automatização. As estações da linha 1 têm passado por profundas alterações, como a instalação de portas de plataforma, alterações de telhas ou uma modernização da iluminação. A estação Bérault foi escolhida pela RATP para ser o protótipo da estação utilizada nesta renovação.
As plataformas foram completamente renovadas em 2008 e 2009. Eles foram levantadas em 28 e 29 de julho de 2008 e equipadas com portas de plataforma no início de 2009.

## Serviços aos Passageiros

### Acessos
A estação tem quatro acessos:
- 29, avenue de Paris
- 63, avenue de Paris
- 64, avenue de Paris
- 98, avenue de Paris

### Intermodalidade
A estação é servida pelas linhas 325 da rede de ônibus RATP, e, à noite, pelas linhas N11 e N33 da rede Noctilien.
Nas proximidades, há também as linhas 56 e 215 da rede de ônibus RATP. A estação de Vincennes do RER A se encontra a 300 metros: esta é a estação de metrô mais próxima desta estação, embora a RATP indique a correspondência por via pública nos mapas da linha 1 à estação Château de Vincennes, situada a 500 metros.

## Pontos turísticos
- Hôpital militaire Bégin
- Institut national de l'information géographique et forestière
- A estação RER de Vincennes

Galeria de fotografias
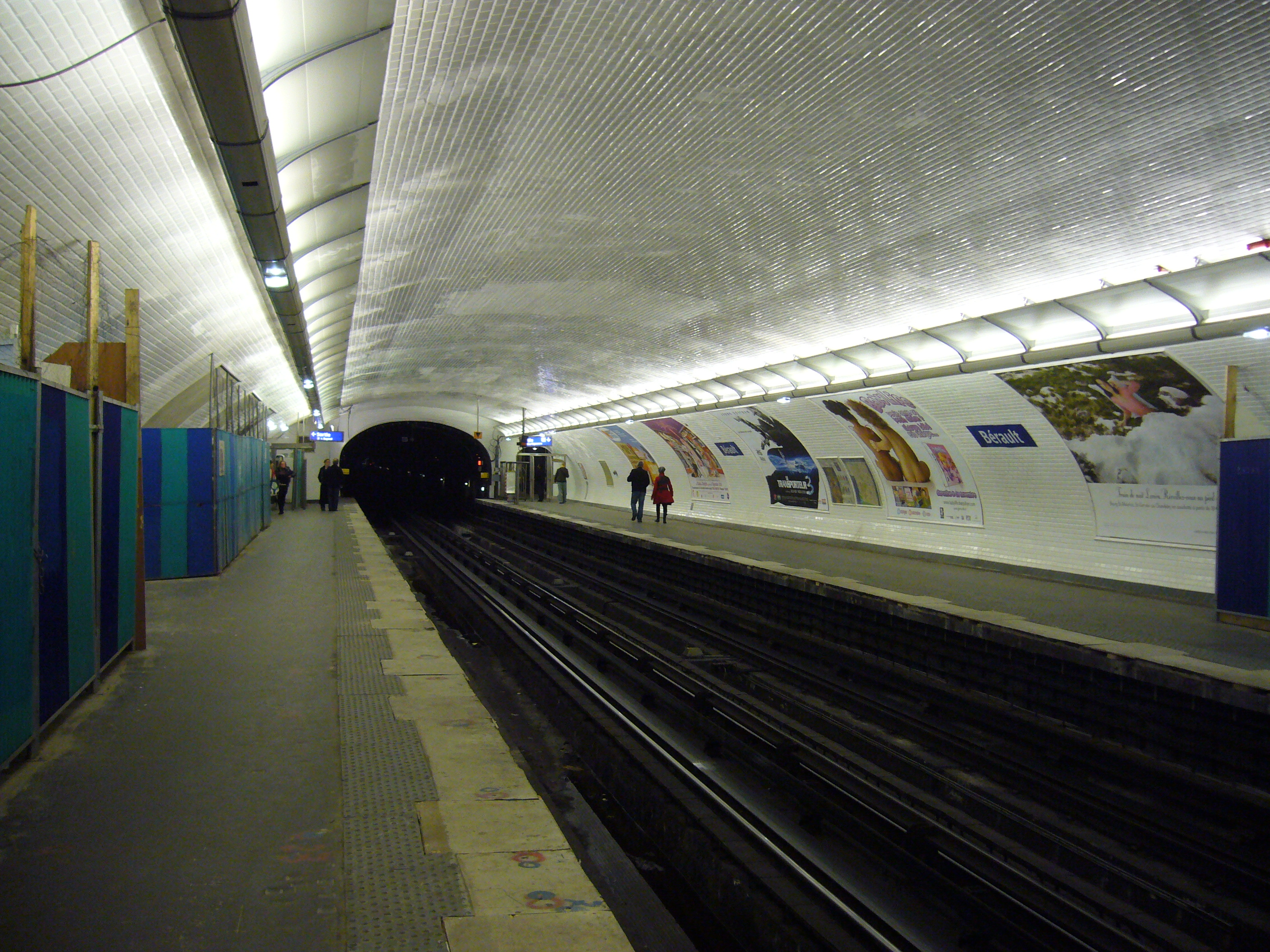
A estação em obras no final de 2008.
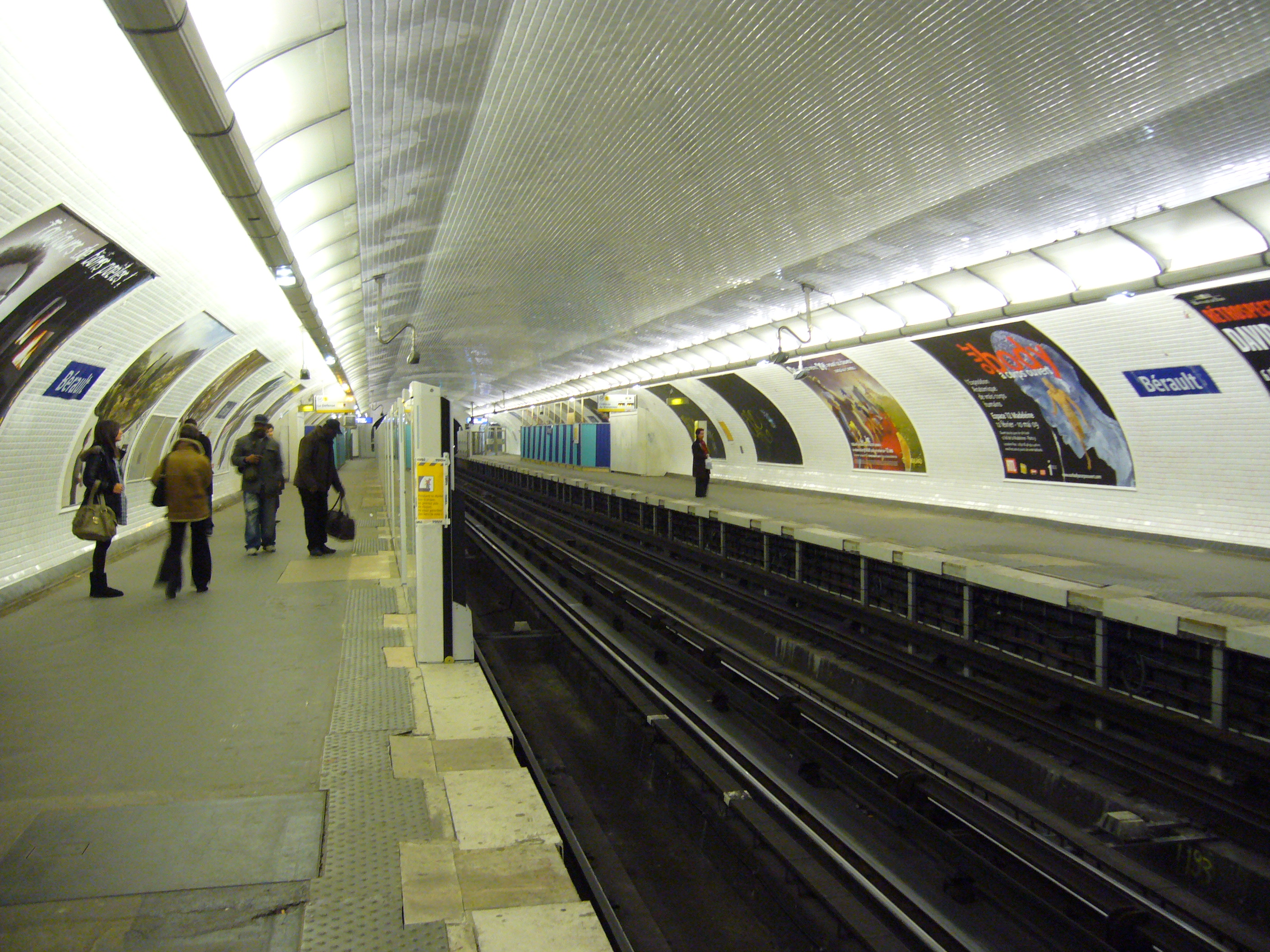
Obras de instalação das portas de plataforma em fevereiro de 2009.
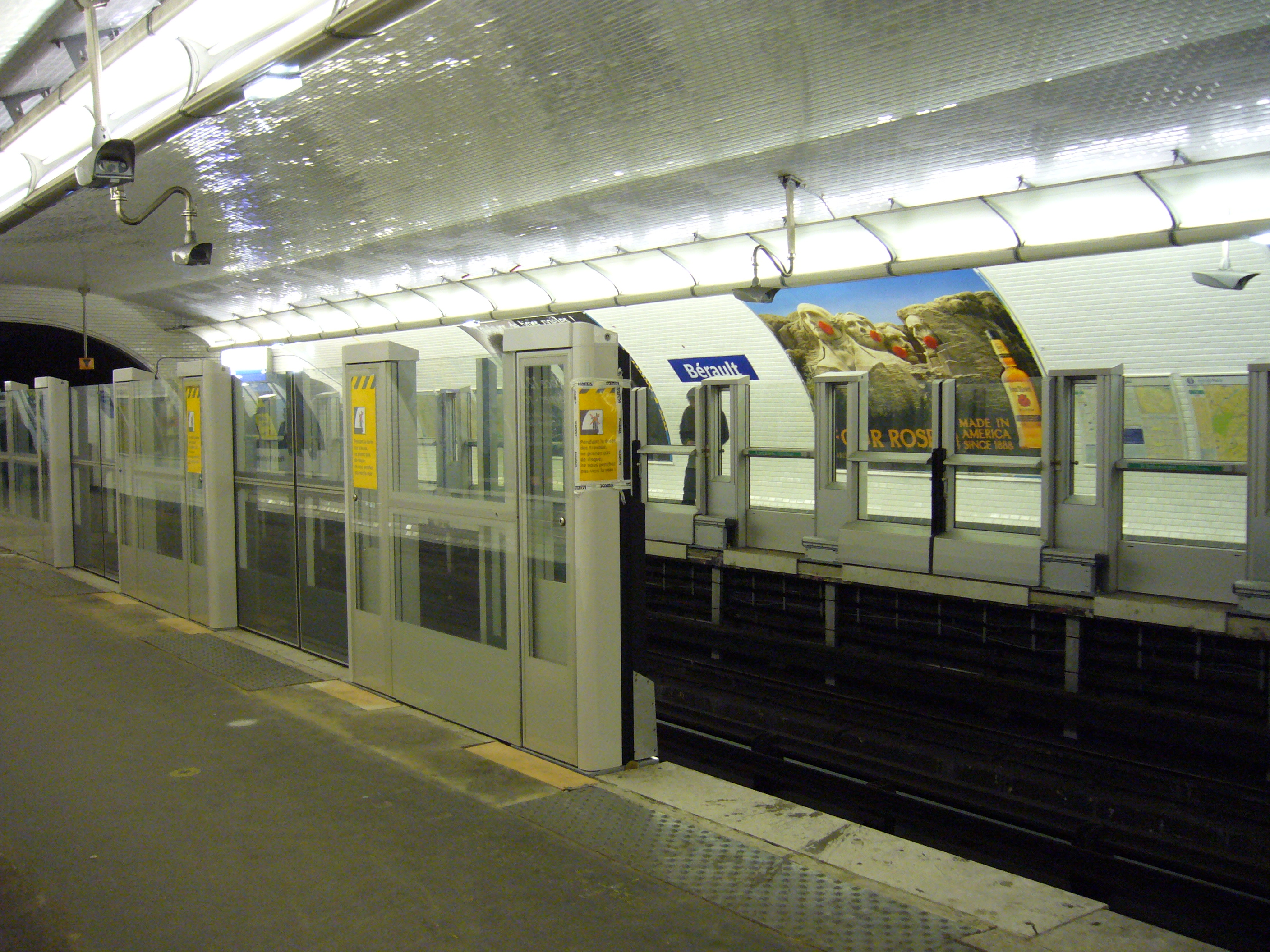
Obras de instalação das portas de plataforma em março de 2009.
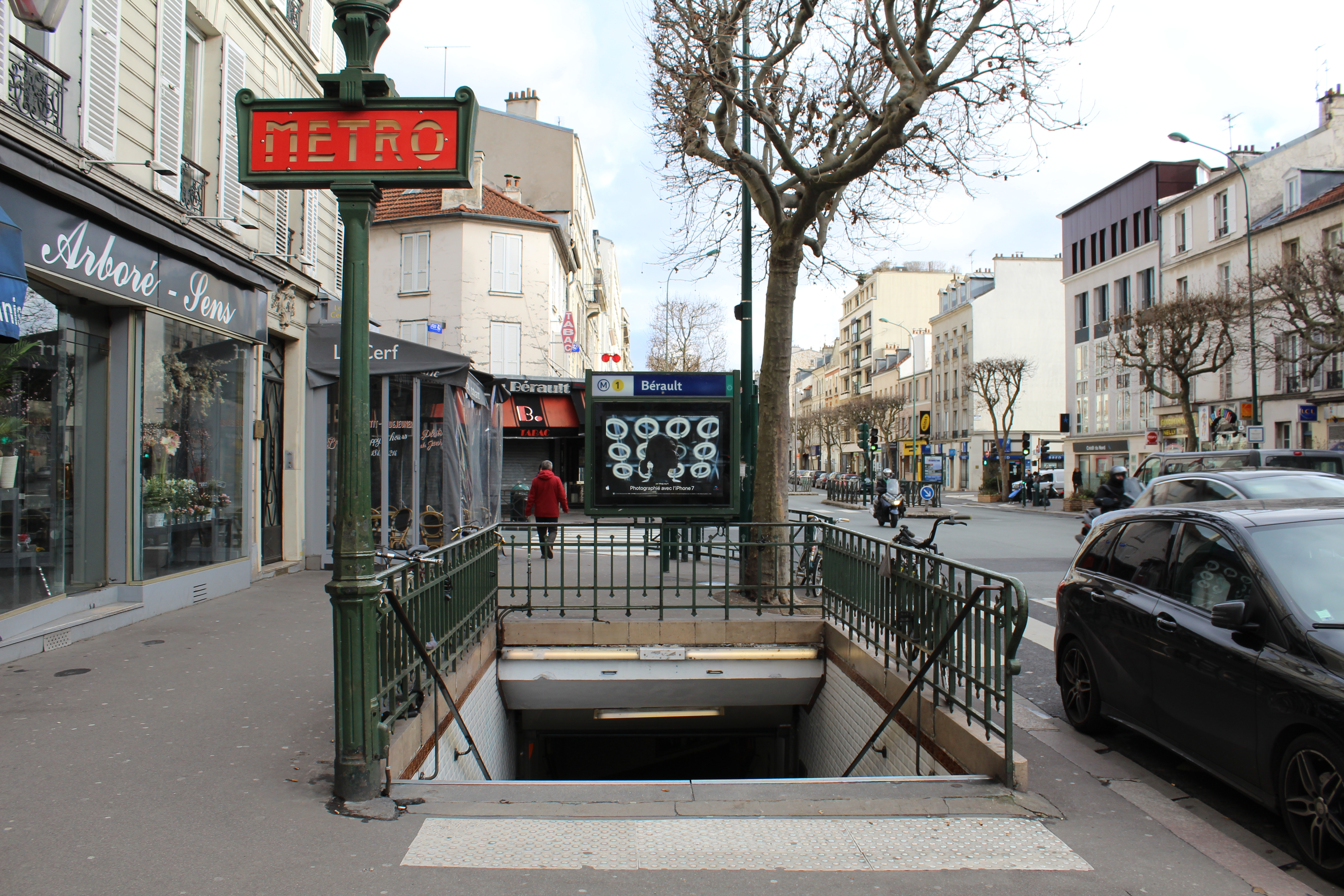
Um dos acessos em fevereiro de 2017.